# Josef Hartinger

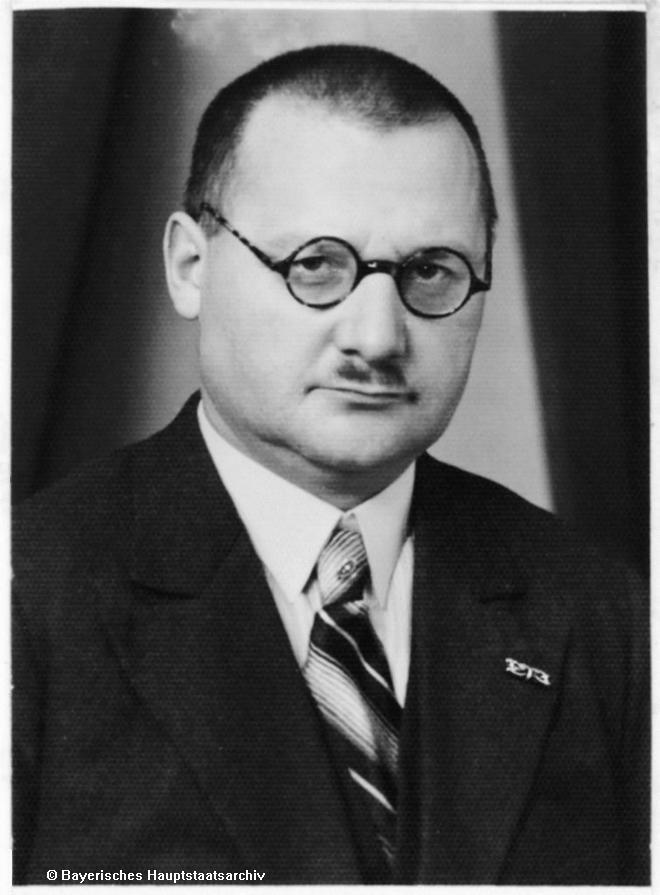
Josef Hartinger im Jahre 1936

Josef Michael Hartinger (* 14. September 1893 in Pertolzhofen; † 30. Juli 1984 in Pertolzhofen) war ein deutscher Verwaltungsjurist und Politiker (CSU). Hartinger war in den letzten Jahren der Weimarer Republik Staatsanwalt in München, als die NSDAP an die Macht kam. Er erhielt den Auftrag, unnatürliche Tode im Konzentrationslager Dachau in der Nähe von München zu untersuchen. Dabei entdeckte er gemeinsam mit dem Gerichtsmediziner Moritz Flamm die Strategie der SS, im Lager Schnellvollstreckungen durchzuführen und Suizide zu fälschen. Unter großer Gefahr seiner eigenen Sicherheit erhob Hartinger Anklage gegen die Lagerleitung, die schließlich unterdrückt wurde.

## Frühe Lebensjahre
Hartinger war der Sohn des Kaufmanns Josef Hartinger und dessen Frau Katharine (geb. Gradl). Er stammte aus einer sehr frommen römisch-katholischen Familie, die in der militärischen Tradition verwurzelt war. Sein Vater hatte als Unteroffizier im bayerischen Garde du Corps Regiment gedient. Seine Mutter, die Tochter eines Armeeoffiziers war, ist sehr jung gestorben. Der junge Josef besuchte die Grundschule in Oberviechtach und das Gymnasium in Regensburg.
Im Dezember 1914 unterbrach er sein Philosophiestudium an der Universität Regensburg, um sich freiwillig zum Kriegsdienst zu melden. Er diente beim 10. und später beim 6. Feldartillerieregiment der bayerischen Armee und war von 1916 bis 1918 an der Westfront in Frankreich und Belgien im Einsatz. 1917 wurde er mit dem Eisernen Kreuz und 1918 mit dem bayerischen Militärverdienstkreuz ausgezeichnet. Er stieg bis zum Kriegesende in den Rang eines Leutnants auf und als er 1918 nach Bayern zurückkehrte, schloss er sich, wie viele seiner demobilisierten Kameraden, einem Freikorps (Freikorps Hilger) an. Obwohl er ein hartgesottener Kriegsveteran bürgerlich-konservativer Abstammung war, ließ ihn die Brutalität der Freikorps, die er 1919 bei der Niederlage und Unterdrückung der Münchner Räterepublik erlebte, seinen Militärdienst abbrechen.
Im Wintersemester 1920/21 immatrikulierte er sich an der Ludwig-Maximilians-Universität München und begann ein Studium der Rechts- und Staatswissenschaften.
Während seiner Studienzeit hatte er sich weder auf das monatliche Offiziersgehalt der Reichsarmee verlassen können noch auf die Unterstützung seines Vaters, der durch die Finanzkrise der Nachkriegszeit ruiniert war. Obgleich er schwere Zeiten durchleiden musste, entwickelte er jedoch durch sein Studium eine Leidenschaft für das neulich überarbeitete Strafgesetzbuch, das die Weimarer Republik eingeführt hatte. Die Abschlussprüfung legte er 1924 mit Auszeichnung ab und wurde bald von der bayerischen Staatsanwaltschaft eingestellt. Auf Assistentenstellen in der Justizvollzugsanstalt Amberg und dem Amtsgericht Passau folgte die Rückkehr in den Bezirksamt München I (Mitte) und 1931 die Beförderung zum stellvertretenden Staatsanwalt in München II, wo Karl Wintersberger Oberstaatsanwalt war.
1925 heiratete Hartinger Helene Engelhardt (1898–1981), aus der Ehe ging eine Tochter hervor.

## Der Mordfall Dachau
Nach der Reichstagsbrandverordnung 1933 begannen die Nationalsozialisten politische Gegner (KPD- und SPD-Mitglieder) zu verhaften und in Konzentrationslagern zu internieren. Eines der ersten war das KZ Dachau, wo die Häftlinge von 70 bayerischen Polizisten bewacht wurden. Der bayerische Polizeipräsident Heinrich Himmler entband die Polizeikräfte nach und nach von dieser Aufgabe und ersetzte sie durch die SS. Am 12. April 1933, einen Tag nach der Ankunft der SS, erhielt die Staatsanwaltschaft einen Bericht über vier Tode unter den Gefangenen. Da laut dem bayerischen Strafgesetzbuch jeder nicht natürliche Tod in staatlicher Haft untersucht werden musste, wurden Hartinger und Gerichtsmediziner Moritz Flamm nach Dachau geschickt.
Der Lagerkommandant Hilmar Wäckerle führte sie zu einer Stelle, an der die vier Häftlinge beim Fluchtversuch in den Wald erschossen wurden, und später zu einem Schuppen, in dem drei ihrer Leichen auf dem Boden lagen. Hartinger kritisierte die Wachen für die unwürdige Behandlung der Leichen, bevor er und Flamm sie identifizierten und untersuchten. Sie stellten schnell fest, dass alle toten Gefangenen (Rudolf Benario, Ernst Goldmann, Arthur Kahn) Juden waren und an der Schädelbasis erschossen worden waren. Erwin Kahn überlebte die Schüsse zunächst, starb aber vier Tage später unter SS-Bewachung im Krankenhaus. Ohne die Behauptungen der Wachen in diesen Punkten infrage zu stellen, kehrten die Ermittler über mehrere Tage zurück, um die Beweise sorgfältig zu dokumentieren. Flamm führte Autopsien an den vier Gefangenen durch. Hartinger und Flamm stellten viele Unstimmigkeiten zwischen den Verletzungen der Leichen und den Berichten der Lagerwachen fest.
Gelegentlich mussten sie neue Todesfälle untersuchen, wie den Fall von Sebastian Nefzger, der angeblich Selbstmord begangen hatte. Die Autopsie zeigte einen stark verletzten Rücken und Anzeichen von inneren Blutungen. Er hatte angeblich versucht, sich an den Riemen seiner eigenen Beinprothese aufzuhängen, und als dies fehlschlug, hatte er seine Handgelenke so tief eingeschnitten, dass sie in den Knochen eindrangen. Die Autopsie von Alfred Strauß, der ebenfalls beim Fluchtversuch erschossen wurde, ergab, dass er nach schweren körperlichen Angriffen an einer Kugel im Nacken gestorben war. Sein Rücken war mit Schnittwunden bedeckt und sein Gesäß bandagiert, um einen tiefen Schnitt zu verbergen.
Hartinger und Flamm deckten mehrere Monate lang eindeutige Beweise für Mord auf und erstellten eine Anklageschrift gegen den Lagerkommandanten Hilmar Wäckerle und den Kanzleiobersekretär Josef Mutzbauer. Im Mai 1933 stellte Hartinger den Fall seinem Vorgesetzten, dem bayerischen Staatsanwalt Karl Wintersberger, vor. Wintersberger, der die Untersuchung zunächst unterstützte, sträubte sich dagegen, die sich daraus ergebende Anklageschrift dem Justizministerium vorzulegen, das zunehmend unter dem Einfluss der SS stand. Im Juni 1933 reduzierte Hartinger den Umfang des Dossiers auf die vier eindeutigsten Fälle und Wintersberger unterzeichnete es, nachdem er den SS-Reichsführer Heinrich Himmler informiert hatte. Die Morde in Dachau hörten plötzlich vorübergehend auf, Wäckerle wurde nach Stuttgart verlegt und von Theodor Eicke abgelöst. Die Anklage und die damit verbundenen Beweise erreichten das Büro des bayerischen Justizministers Hans Frank, wurden jedoch von Gauleiter Adolf Wagner abgefangen und in einen Schreibtisch gesperrt, der erst nach Ende des Zweiten Weltkrieges von der US-Armee entdeckt wurde.
Sowohl Hartinger als auch Wintersberger wurden in die Provinz versetzt. Wintersberger wurde 1934 zum Senatspräsidenten am Oberlandesgericht Bamberg ernannt, Hartinger wirkte nach einer kurzen Versetzung nach München I ab 1936 in der Stadt Amberg als Landgerichtspräsident. Trotz genauer Beobachtung der hiesigen NS-Parteifunktionäre und der Befürchtung seiner Frau, dass ihr Haus durchsucht werden könnte, bewahrte Hartinger ein Paket mit Notizen aus der Dachau-Ermittlung auf.
Flamm wurde nicht länger als Gerichtsmediziner beschäftigt und soll zwei Mordversuche überlebt haben, bevor er im folgenden Jahr auf verdächtige Weise im psychiatrischen Krankenhaus Eglfing-Haar starb. Flamms gründlich gesammelte und dokumentierte Beweise in Hartingers Anklageschrift halfen dabei, dass es 1947 bei den Nürnberger Prozessen zu Verurteilungen führender Nazis kam. Wintersbergers mitschuldiges Verhalten ist in seinen eigenen Beweisen für den Prozess gegen das Wirtschafts-Verwaltungshauptamt der SS dokumentiert.

## Kriegszeit 1939–45
Das von der DDR herausgegebene Braunbuch gab an, alle Funktionäre der Bundesrepublik Deutschland aufzulisten, die ehemalige Nazis und Kriegsverbrecher waren. In der Ausgabe von 1968 wird Josef Hartinger als ehemaliger Kriegsgerichtsrat des „Höheren Kommando LX“ (eine Kommunikationsabteilung der Wehrmacht) aufgeführt. Ob eine solche Position ihm die Gelegenheit zu Kriegsverbrechen verschafft hätte, ist fraglich, widerspricht aber der Aufzeichnung des Bayerischen Staatsarchivs, wonach er als Landgerichtsdirektor in der Stadt Amberg 1936 bis Kriegsende tätig war.
Laut den Protokollen des Bayerischen Ministerrats, der historisch-kritischen Quellenedition der Historischen Kommission bei der Bayerischen Akademie der Wissenschaften, war Hartinger zum 1. Mai 1937 der NSDAP beigetreten (Mitgliedsnummer 5.856.213) und wurde durch Spruch der Spruchkammer Amberg-Stadt vom 6. August 1947 in die Gruppe IV der Mitläufer eingestuft. Im September 1947 erteilte die US-Militärregierung die Genehmigung zur Weiterbeschäftigung. Im Wiederaufnahmeverfahren wurde Hartinger durch Spruch der Spruchkammer Amberg-Stadt vom 5. April 1948 in die Gruppe V der Entlasteten eingestuft. Laut dieser Quelle wurde Hartinger zudem für November 1941 zum Landgerichtsdirektor und Vertreter des Landgerichtspräsidenten beim Landgericht Nürnberg-Fürth ernannt, trat diesen Dienst jedoch wegen der Teilnahme am 2. Weltkrieg nicht an. Bis 1945 befand er sich in Kriegsgefangenschaft.

## Nachkriegszeit
1946 wurden die vermissten Anklageakten von der US-Armee im bayerischen Justizministerium entdeckt und in den Prozessen gegen hochrangige Nazis vor dem Nürnberger Tribunal von 1947 als Beweismittel herangezogen. Flamms gründlich gesammelte und dokumentierte Beweise in Hartingers Anklageschrift stellten sicher, dass er Verurteilungen von hochrangigen Nazis erlangte wie Oswald Pohl. Wintersbergers mitschuldiges Verhalten ist in seinen eigenen Beweisen zum Pohl-Prozess dokumentiert.
Obwohl die drei in Hartingers ursprünglicher Anklageschrift genannten SS-Männer entweder bereits tot waren oder vermisst wurden, hatte die Anklageschrift auch „unbekannte Personen“ erwähnt, die möglicherweise in ihrem Namen gehandelt haben. Einer ihrer brutalsten Vertreter, Hans Steinbrenner, lebte noch. Auf der Grundlage von Hartingers ursprünglicher Anklage wurde Steinbrenner des Mordes an Louis Schloss und (mit neuen Beweisen von mehreren ehemaligen Dachauer Häftlingen) der Morde von Wilhelm Aron und Karl Lehrburger angeklagt.
Am 10. März 1952 sprachen die neun Mitglieder des Schwurgerichts beim Landgericht München II das Urteil gegen Steinbrenner
unter folgenden Fälle:
- Mord an Schloss: nicht schuldig, schwere Körperverletzung: schuldig (Urteil 2 Jahre)
- Mord an Lehrburger schuldig, aber unter Zwang seines Kommandanten (10 Jahre Haft)
- Mord an Aron: Schuldig (lebenslange Freiheitsstrafe)

Aus seiner Zelle im Landsberg-Gefängnis schrieb Steinbrenner 1962 einen 8-seitigen Beichtbrief, den er über die Gefängnisbehörde an Hartinger sandte.
Er teilte Hartinger mit, er selbst wäre 1933 getötet worden, wenn er nicht persönlich mit vielen mächtigen Würdenträgern bekannt gewesen wäre.
Im Mai 1963 wurde Steinbrenner aus dem Gefängnis in Landsberg am Lech in ein Pflegeheim in Berchtesgaden verlegt, wo er sich später erhängte.
Im Jahr 1948 wurde Hartinger nach erfolgtem Spruchkammerverfahren im Rahmen der Entnazifizierung zu seiner Position in Amberg zurückgeführt.
Karl Wintersberger hingegen wurde von seinem Spruchkammerverfahren in die Gruppe Mitläufer eingereiht, musste eine Geldsühne von 1.099,35 RM zahlen und in den Ruhestand treten.
Hartinger trat der CSU bei und war von November 1952 bis August 1954 Vorsitzender des CSU-Kreisverbandes Amberg-Stadt.
1954 wurde Hartinger zum Bundesanwalt am neu gegründeten Bundesgerichtshof in Karlsruhe ernannt.
Der BGH-Präsident Hermann Weinkauff war von 1932 bis 1937 Amtsgerichtsdirektor in München I (während Hartinger in München II war) und wechselte 1937 von der Staatsanwaltschaft an den Richtersenat (III. Strafsenat) des Reichsgerichts.
Josef Hartinger war vom 9. Dezember 1958 bis zu seinem Ruhestand am 5. Dezember 1966 Staatssekretär im Bayerischen Staatsministerium der Justiz in den Kabinetten von Hanns Seidel, Hans Ehard und Alfons Goppel. Er diente unter Justizministern der FDP und der CSU und wurde, obwohl er weithin als Politiker bezeichnet wird, im Gegensatz zu den meisten Kabinettsmitgliedern, ohne Parteizugehörigkeit geführt.
Erst im Alter von über 90 Jahren sprach er über die Ereignisse um die gescheiterte Anklage gegen die Dachauer Lagerleitung.
1984 schrieb Hartinger auf Anfrage des bayerischen Justizministers August Lang seine Erinnerung an die Ereignisse von 1933/34 nieder. Anschließend gab er Barbara Distel, Kuratorin der KZ-Gedenkstätte Dachau, ein Interview.
Hartinger schloss seine Memoiren am 4. Februar 1984 ab und starb sechs Monate später.

## Ehrungen
- 1917: Eisernes Kreuz
- 1918: Bayerisches Militärverdienstkreuz
- 1961: Bayerischer Verdienstorden
- 1967: Großes Verdienstkreuz mit Stern der Bundesrepublik Deutschland